# Planoglabratella
Planoglabratella es un género de foraminífero bentónico de la familia Glabratellidae, de la superfamilia Glabratelloidea, del suborden Rotaliina y del orden Rotaliida. Su especie tipo es Discorbis nakamurai. Su rango cronoestratigráfico abarca desde el Tortoniense (Mioceno medio) hasta la Actualidad.

## Clasificación
Planoglabratella incluye a las siguientes especies:
- Planoglabratella biarritzensis
- Planoglabratella nakamurai
- Planoglabratella nimai
- Planoglabratella opercularis
- Planoglabratella semiopercularis

Otra especie considerada en Planoglabratella es:
- Planoglabratella nakamuriformis, de posición genérica incierta